# Мірово (Грифінський повіт)
Мірово (пол. Mirowo, нім. Woltersdorf) — село в Польщі, у гміні Моринь Грифінського повіту Західнопоморського воєводства.
Населення — 164 особи (2011).
У 1975-1998 роках село належало до Щецинського воєводства.

## Демографія
Демографічна структура станом на 31 березня 2011 року:
|          | Загалом | Допрацездатний вік | Працездатний вік | Постпрацездатний вік |
| -------- | ------- | ------------------ | ---------------- | -------------------- |
| Чоловіки | 82      | 26                 | 52               | 4                    |
| Жінки    | 82      | 21                 | 49               | 12                   |
| Разом    | 164     | 47                 | 101              | 16                   |